# Geyria parvissima
Geyria parvissima is een insect uit de familie van de mierenleeuwen (Myrmeleontidae), die tot de orde netvleugeligen (Neuroptera) behoort. 
Geyria parvissima is voor het eerst wetenschappelijk beschreven door Fraser in 1952.